# Jim Hardy
James Herbert "Jim" Hardy (ur. 15 stycznia 1923 w San Francisco, zm. 20 września 1986 w Princeville) – amerykański wioślarz, złoty medalista olimpijski
Wystąpił na igrzyskach olimpijskich w Londynie w 1948 roku, gdzie osada USA w składzie: Ian Turner, Dave Turner, Jim Hardy, George Ahlgren, Lloyd Butler, Dave Brown, Justus Smith, John Stack i Ralph Purchase (sternik) wywalczyła złoty medal w ósemkach. W finale o 10,2 sekundy pokonali Brytyjczyków, a o 13,6 sekundy wyprzedzili Norwegów. Był to jego jedyny start olimpijski.
W trakcie II wojny światowej służył United States Army jako medyk. Z wojska odszedł w 1946 w stopniu podporucznika. Kształcił się na Uniwersytecie Kalifornijskim w Berkeley, uzyskując dyplom inżyniera.